# همیشه (ترانه آرش و آیسل)
"همیشه" (به انگلیسی: Always) ترانه‌ای از خوانندهٔ ایرانی-سوئدی، آرش و خوانندهٔ آذربایجانی، آیسل تیمورزاده است که در مسابقه آواز یوروویژن ۲۰۰۹ توانست با ۲۰۷ امتیاز سوم شود. شعر، آهنگ‌سازی و تهیه‌کنندگی این آهنگ با آرش بوده‌است.

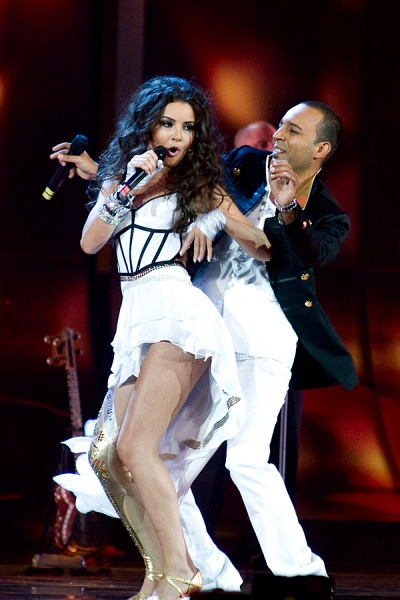
اجرای آهنگ در یوروویژن ۲۰۰۹، مرحله نیمه‌نهایی